# Miagrammopes raffrayi
Espèce
Miagrammopes raffrayi est une espèce d'araignées aranéomorphes de la famille des Uloboridae.

## Distribution
Cette espèce est endémique d'Unguja en Tanzanie.

## Description
La femelle holotype mesure 7 mm.

## Systématique et taxinomie
Cette espèce a été décrite par Simon en 1881.

## Étymologie
Cette espèce est nommée en l'honneur d'Achille Raffray.

## Publication originale
- Simon, 1881 : « Descriptions d'arachnides nouveaux d'Afrique. » Bulletin de la Société zoologique de France, vol. 6, p. 1-15 (texte intégral).